# Khun nan
Khun nan (คืนนั้น; em inglês: Red Wine in the Dark Night) é um filme de drama romântico e suspense tailandês de 2015 escrito, dirigido e produzido por Tanwarin Sukkhapisit.

## Enredo
Wine, um jovem com um físico angelical, conhece por acaso um garoto de sua idade que se revela totalmente amnésico. Um vínculo especial é formado entre eles quando Wine percebe a natureza do desconhecido: este último é um vampiro, sedento por sangue humano e está gravemente doente pela falta dele. Wine acaba deixando-o saciar sua sede nele, cruzando o ponto sem retorno ao mesmo tempo. Ao redor deles gravitam em torno de Tee, o ex-namorado de Wine que está lutando para aceitar sua homossexualidade, e Boy, um empresário amante de Wine de longa data que ainda espera conquistá-lo.
Entre os três homens, Wine logo se torna alvo de muitos desejos, os mais perturbadores dos quais não vêm necessariamente do vampiro.

## Elenco
- Natouch Siripongthon (Fluke) como Wine
- Isarapong Furher (Steven) como Night/Nam
- Tananara Kisthachapon (R) como Boy
- Intarasuan Nontapat (Win) como Tee
- Jinna Pichit-O-Pakun (Mild) como Mai